# أوزون (أوزبكستان)
أوزون هي مدينة ومقر مقاطعة أوزون في ولاية صرخنداريا في أوزبكستان.